# Marcel Garnier (médecin)
Pour les articles homonymes, voir Garnier et Marcel Garnier.
Marcel Garnier, né le 28 septembre 1870 à Paris 5e et mort en janvier 1940 à Meung-sur-Loire, est un médecin français. Il est connu comme co-auteur, avec Valery Delamare, d'un dictionnaire francophone des termes techniques de médecine dont la première édition date de 1900, récompensé par l'Académie française en 1932.

## Biographie
Marcel, Jules Alfred Garnier naît le 28 septembre 1870 dans le cinquième arrondissement de Paris et c'est dans cette ville que se déroulera sa carrière hospitalo-universitaire : il soutient sa thèse de doctorat en médecine en 1899. Il est successivement externe (1892), interne des hôpitaux de Paris (1893-1895), Médecin des Hôpitaux de Paris et enfin professeur agrégé et chef de service à l'hôpital Lariboisière.
Durant la première Guerre mondiale, il est médecin major de première classe à l'hôpital central de Bar-le-Duc. Il est fait chevalier de la Légion d'honneur le 25 décembre 1916.
Marcel Garnier est mort en janvier 1940 à Meung-sur-Loire.

## Distinctions
- Chevalier de la Légion d'honneur (1916).

## Travaux
- Dictionnaire des termes techniques de médecine (avec Valery Delamare) ; préface de G. H. Roger, Paris : A. Maloine éditeur, 1900. Ouvrage ayant fait l'objet d'une trentaine de rééditions en français et traduit en plusieurs langues, dont l'italien, l'espagnol, le portugais et le vietnamien[5].

## Chronologie des éditions françaises du «Garnier-Delamare»
Cette liste non exhaustive donne les années des principales rééditions, nécessitées par les mises à jour du vocabulaire médical au cours du XXe siècle, du Dictionnaire des termes techniques de médecine, devenu Dictionnaire des termes de médecine à sa vingt-deuxième édition de 1989, puis Dictionnaire illustré des termes de médecine à sa trentième édition de 2009 :
1. 1900 : première édition, avec préface de G. H. Roger, Paris : A. Maloine éditeur
2. 1901 : 2e éd. revue et augmentée des mots nouveaux, avec préface de G. H. Roger
3. 1906 : 3e éd., avec préface de G.-H. Roger
4. 1909 : 4e éd., avec préface de G.-H. Roger
5. 1912 : 5e éd., revue et augmentée des mots nouveaux, avec préface de G.-H. Roger, contenant les étymologies grecques et latines [...]
6. 1916 : 6e éd., revue et augmentée des mots nouveaux, avec préface de G.-H. Roger
7. 1920 : 7e éd., avec préface de G.-H. Roger
8. 1923 : 8e éd., avec préface de G.-H. Roger
9. 1927 : 9e éd. revue et augmentée des mots nouveaux, avec préface de G. H. Roger, doyen de la Faculté de médecine, membre de l'Académie de médecine, contenant les étymologies grecques et latines, les noms des maladies, des opérations chirurgicales et obstétricales, des symptômes cliniques, des lésions anatomiques, les termes de laboratoire, etc. / par les docteurs M. Garnier, professeur agrégé, médecin des hôpitaux, et V. Delamare, ancien interne des hôpitaux
10. 1931 : Dictionnaire des termes techniques de médecine : contenant les étymologies grecques et latines, les noms des maladies, des opérations chirurgicales et obstétricales, des symptômes cliniques, des lésions anatomiques, les termes de laboratoire, etc. / par les docteurs M. Garnier et V. Delamare ; préface de G.-H. Roger / 10e éd. revue et augmentée de mots nouveaux
11. 1935 : Dictionnaire des termes techniques de médecine / par les docteurs M. Garnier et V. Delamare ; Préface de G.-H. Roger / 11e édition, revue et augmentée des mots nouveaux
12. 1938 : Dictionnaire des termes techniques de médecine / par M. Garnier et V. Delamare, avec la collaboration de J. Delamare ; préface de G. H. Roger / 12e ed.
13. 1941 : Dictionnaire des termes techniques de médecine : contenant : les étymologies grecques et latines, les noms des maladies, des opérations chirurgicales et obstétricales, des symptômes cliniques, des lésions anatomiques, les termes de laboratoire, etc / Par les docteurs M. Garnier... et V. Delamare... ; avec la collaboration de J. Delamarre... ; préface de G.-H .Roger... / 13e édition revue et augmentée des mots nouveaux
14. 1945 : Dictionnaire des termes techniques de médecine / Marcel Garnier, Valéry Delamare / 14e éd
15. 1949 : Dictionnaire des termes techniques de médecine, contenant : les étymologies grecques et latines, les noms des maladies, des opérations chirurgicales et obstétricales, des symptômes cliniques, des lésions anatomiques, les termes de laboratoires, etc / par M. Garnier et V. Delamare ; préface de G.-H. Roger / 15. éd. rev. et augm.
16. 1953 : Dictionnaire des termes techniques de médecine / M. Garnier ; V. Delamare / 16. éd. rev. et augm. par J. Delamare.
17. 1958 : Dictionnaire des termes techniques de médecine : contenant: les étymologies grecques et latines, les noms des maladies, des opérations chirurgicales et obstétricales, des symptômes cliniques, des lésions anatomiques, les termes de laboratoire, etc / Par M. Garnier... et V. Delamare... ; préface de R. Moreau... / 17e éd. rev. et aug.
18. 1967 : Dictionnaire des termes techniques de médecine / Garnier Marcel / 18e éd. mise à jour
19. 1972 : Dictionnaire des termes techniques de médecine / Marcel Garnier... Valéry Delamare... ; préface du professeur René Moreau... / 19e éd. revue et augmentée
20. 1978 : Dictionnaire des termes techniques de médecine / Marcel Garnier... Valery Delamare... ; préface des professeurs René Moreau et Georges Boudin, Membres de l'Académie Nationale de Médecine / 20e édition revue et augmentée par Jean Delamare et Jacques Delamare, Anciens internes des Hôpitaux de Paris, Anciens chefs de clinique à la Faculté
21. 1985 : Dictionnaire des termes techniques de médecine / Marcel Garnier... Valery Delamare... ; préface de Henri Péquignot... / 21e édition revue et augmentée
22. 1989 : Dictionnaire des termes de médecine / Marcel Garnier... Valery Delamare... Jean Delamare... [et al.] ; préface de Henri Péquenot / 22e éd.
23. 1995 : Dictionnaire des termes de médecine / Marcel Garnier, Valéry Delamare, Jean Delamare... [et al.] / 24e éd. revue et augmentée
24. 2000 : Dictionnaire des termes de médecine / Marcel Garnier... Valéry Delamare... Jean Delamare... [et al.] ; préface de Henri Péquignot... / 26e édition revue et augmentée
25. 2002 : Dictionnaire des termes de médecine / Marcel Garnier... Valéry Delamare... Jean Delamare... [et al.] ; préface de Henri Péquignot... / 27e édition revue et augmentée
26. 2009 : Dictionnaire illustré des termes de médecine / Marcel Garnier... Valéry Delamare... Jean Delamare...... [et al.] ; préface de Henri Péquignot... / 30e édition
27. 2017 : Dictionnaire illustré des termes de médecine / fondateurs et anciens rédacteurs Marcel Garnier... Valéry Delamare... Jean Delamare..., [et al.] / 32e édition mise à jour